# Lagerlöf från Värmland
Lagerlöf från Värmland är den mest kända av släkterna Lagerlöf och innefattar, förutom författaren Selma Lagerlöf, bland andra en rad präster, riksdagsmän, professorer och personer verksamma inom film/teater.
Släkten härstammar från Södra Skived i Grava socken i Värmland. Magnus Petri (cirka 1605–1674) antog släktnamnet Schivedius efter födelseorten. Fadern hette Per Månsson. Magnus Petri blev komminister i Sunne församling och Ämtervik. Hans barn ändrade släktnamnet till Lagerlöf. Ett stort antal släktmedlemmar har varit präster i Karlstads stift, bland andra superintendenten Nicolaus Lagerlöf (1688–1769), vars barn adlades von Lagerlöf.

## Stamtavla över kända ättlingar

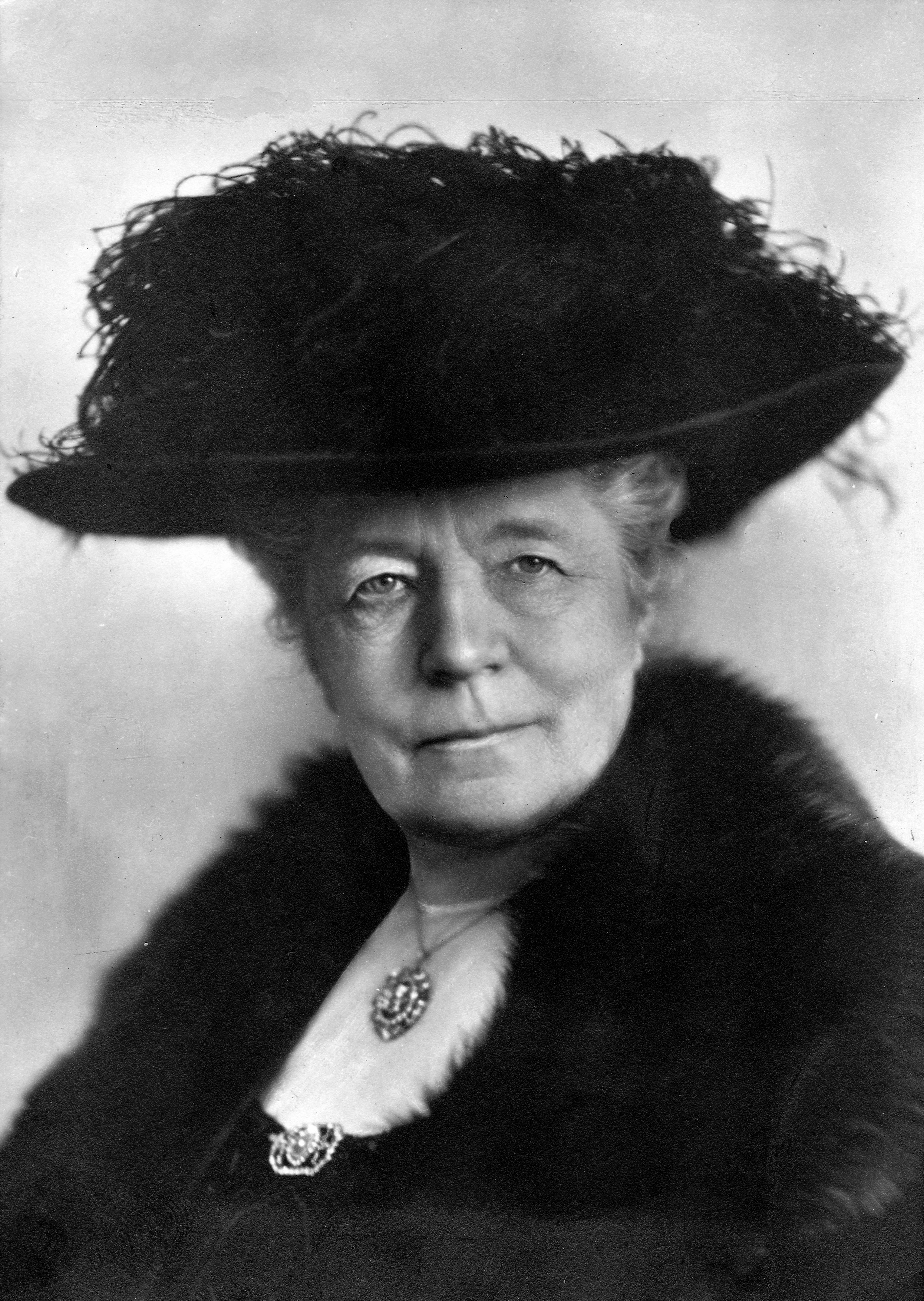
Författaren Selma Lagerlöf 1928.

- Per Månsson (död senast 1654), skattebonde i Södra Skived, Grava, Värmland
  - Måns Petri Schivedius (1605–1674), kaplan i Sunne och Ämtervik, Värmland
    - Petrus Lagerlöf (1648–1699), professor
    - Daniel Lagerlöf (1651–1718), kontraktsprost i Arvika
      - Nils Lagerlöf (1688–1769), prästman, professor 
        - Barnen adlades 1756 med namnet von Lagerlöf, släktgrenen utdöd på svärdssidan 1825, på spinnsidan 1835

      - Petter Lagerlöf (1691–1778), borgmästare i Karlstad, riksdagsman
      - Andreas Lagerlöf (1700–1769), kyrkoherde i Arvika, riksdagsman 
        - Daniel Johan Lagerlöf (1737–1784), kyrkoherde i Arvika (efterträdde sin far)
          - Daniel Lagerlöf (1776–1852), regementsskrivare, kom genom äktenskap i besittning av gården Mårbacka i Östra Ämtervik, Värmland 
            - Erik Gustaf Lagerlöf (1819–1885), löjtnant 
              - Karl Daniel Lagerlöf (1850–1928), stadsläkare i Kungälv
              - Selma Lagerlöf (1858–1940), författare

          - Magnus Lagerlöf (1778–1844), kontraktsprost i Nyed, Värmland, gift med miniatyrmålaren Catharina Maria Roos af Hjelmsäter (1786–1865)
            - Carl Johan Lagerlöf (1817–1885), tullförvaltare, Tåby, Östergötland
              - Fenix Carl Lagerlöf (1878–1961), VD i brandförsäkrings AB
              - Hans Lagerlöf (1880–1952), pappersmasseimportör i New York, hedersgeneralmajor i USA:s armé, donator av frimärken till Postmuseum i Stockholm

            - Magnus Lagerlöf (1819–1885), regementsläkare i Kristinehamn
              - Magnus Lagerlöf (1853–1941) komminister i Sunnemo, Värmland
                - Karl Lagerlöf (1890–1978), kyrkoherde i Glava, Värmland, kontraktsprost
                  - Erland Lagerlöf (1928–2014), antikvarie och författare
                  - Karl Erik Lagerlöf (född 1932), litteraturhistoriker, docent, gift med Margaretha Rossholm Lagerlöf, konstvetare, professor

                - Magnus Lagerlöf (1892–1977), provinsialläkare
                  - Magnus Lagerlöf (1928–1996), ingenjör
                    - David Lagerlöf (född 1972), journalist

                  - Bengt Lagerlöf (1930–1995), läkare, professor i patologi

                - Nils Lagerlöf (1895–1970), veterinär, professor
                  - Margareta Lagerlöf (född 1926), gift med Hans Holst, civilingenjör
                    - Malin Lagerlöf (född 1968), manusförfattare, dramatiker, gift med Daniel Lind Lagerlöf, regissör

                - Sven Lagerlöf (1906–1965), läroverksadjunkt
                  - Sven Lagerlöf (född 1941), läkare
                    - Måns Lagerlöf (född 1972), regissör, gift med Lena Strömberg Lagerlöf, skådespelare
                    - Karin Lagerlöf (1976–2012), sambo med Tom Malmquist, författare

              - Erland Lagerlöf (1854–1913), skolman, översättare och författare
              - Hedvig Lagerlöf (1859–1940), barnboksförfattare
              - Carl Lagerlöf (1862–1926), advokat, Gustaf Frödings juridiska ombud och senare dennes förmyndare

            - Bengt Leonard Christian Lagerlöf (1827–1907), skolman, gift med en dotter till biskop Thure Annerstedt
              - Magnus Lagerlöf (1864–1950), organist, konsertarrangör, kompositör

        - Erland Lagerlöf (1756–1827), kontraktsprost i Arvika (efterträdde sin bror)
          - Christina Lagerlöf (1787–1855), uppges ha skrivit den bekanta visan När månen vandrar på himlen blå
          - Johanna Elisabeth Lagerlöf (1804–1895), gift med Pehr Lagerhjelm, brukspatron
          - Anders Henrik Lagerlöf (1789–1875), kronofogde i Södersysslet, Värmland, assessors titel
            - Ernst Henrik Lagerlöf (1819–1869), kapten, tillfällighetspoet

    - Erland Lagerlöf (1653–1713), filosof, professor
    - Sven Lagerlöf (1670–1731), borgmästare i Kristinehamn, riksdagsman, publicerade flera skrifter om lanthushållning